# Skibstedgaard
Skibstedgaard er en hovedgård, beliggende ved Skibsted Fjord i Sydthy (Ydby Sogn, Refs Herred, nu Thisted Kommune). Gården er kendt siden vikingetiden med kendte ejere siden 1495, hvor den ejedes af Jep Christensen Munk. 
Gårdens nuværende hovedbygning og avlsbygninger stammer fra 1700-tallet. Adressen er: Kammersgårdsvej 30, 7760 Hurup Thy.

## Ejere af Skibstedgaard
- (1495) Jep Christensen Munk af Koustrup
- (1551) Poul Nilssøn
- (1595) Christen Poulsen
- (-1632) Jytte Brok
- (1632-) Stalder Kaas
- (-1669) Christen Kaas
- (1669-1669) Dennes arvinger
- (1669-) (halvdelen) Laur. Bering, Viborg
- (-1684) Theodor de Longueville/Margr. Kaas
- (-1695) Jakob von Holten
- (1695-1697) Rådmand Laur. Nielsen, rådmand i Thisted
- (1697-1706) Mikkel Christensen
- (1706-1713) Søren Kammersgaard, ægt. for. enke
- (1713-1720) Dorthe Linderot
- (1720-1729) Andreas Frederik Opitz
- (1729-1744) Mikkel Pedersen Qvistgaard
- (1744-1746) Ernst Hjelm Hviid
- (1752-1755) Herredsfoged og generalauditør Andreas Høyer til Irup
- (1755-1775) Christen Pedersen
- (1775-1785) Maren Tøfting (enken)
- (1785-1787) Dennes arvinger
- (1787-1810) Peder Schibsted
- (1810-1815) Niels Sørensen
- (1815-) Laurits Djørup til Avnsbjerg
- (-1821) Niels Larsen
- (-1821) F. J. L. Eyber
- (-1858) Povl S. Breinholt og G. A. Eyber
- (1858-1865) Lars Djernæs
- (1865-1866) Niels J. S. Stokholm
- (1866-1893) Andreas Eske Carl Bendixsen
- (1893-1903) Poul S. Bendixsen
- (1903-1915) Thorning Christensen Riis
- (1915-) P. Rokkjær og Mølbjerg
- (-1918) Niels Rokkjær
- (1918-1918) Konsortium
- (1918-1942) Andreas Nielsen
- (1942-1945) Høje Christensen
- (1945-1947) Staten
- (1947-1952) Niels Madsen
- (1952-1986) Holger O. Erichsen
- (1986-1990) Knud Erichsen og Jens Erichsen
- (1990-2009) Knud Erichsen
- (2009-nu)   Knud Erichsen og Karen Louise Erichsen

## I nutiden
I dag drives Skibstedgaard som landbrug og feriested.
|  | Denne artikel om en bygning eller et bygningsværk kan blive bedre, hvis der indsættes et (bedre) billede. Du kan hjælpe ved at afsøge Wikimedia Commons for et passende billede eller lægge et op på Wikimedia Commons med en af de tilladte licenser og indsætte det i artiklen. |

56°41′31″N 8°25′50″Ø / 56.69194°N 8.43056°Ø